# Mark Beaufoy
O coronel Mark Beaufoy FRS (1764 — 1827) foi um astrônomo e físico inglês, montanhista, explorador e oficial do exército britânico.
Seu pai, Mark Beaufoy (1718–1782), natural de Evesham, estabeleceu-se com uma fábrica de vinagre em Lambeth, Londres.
Foi o primeiro alpinista inglês conhecido a escalar uma montanha nos Alpes. Em 1787 escalou o Mont Blanc. Esta montanha era um atrativo para os seus compatriotas, como James David Forbes (1809-1868), Arthur Thomas Malkin (1803-1888), John Ball (1818-1889) e sir Alfred Wills (1828-1912). Ele descreve sua escalada do Mont Blanc: 
"Afinal, mas com certa apatia que dificilmente admitia o sentido de alegria, chegamos ao cume da montanha, quando seis dos meus guias, e com eles o meu sevo, jogaram-se ao chão e imediatamente dormiram. Eu invejava tal repouso, mas minha ansiedade em obter uma boa observação da latitude dominava meus desejos de indulgência."
Beaufoy devotou grande parte de sua vida a experimentos navais nas Docas de Greenland com James Scott e o capitão John Luard da "Society for the Improvement in Naval Architecture". Um volume de título Nautical and Hydraulic Experiments with Numerous Scientific Miscellanies foi publicado por seu filho Henry em 1834 (um único volume, denominado Volume I). Ele também fez observações astronômicas e defendeu ideias como rifles para a milícia e esquemas para chegar ao Polo Norte.
Casou com sua prima Margaretta Beaufoy (falecida em 1800) em um casamento de fuga em 1784, viajando em seguida para a Suiça. Tiveram três filhos (Henry, Marcos e George) e uma filha; Margaretta levou a adolescente Henriette para auxiliar a escalada de Mark do Mont Blanc. Ela ajudou-o com os cálculos matemáticos e astronômicos.
Beaufoy foi capitão da "Hackney Volunteer Company" em 1794 e coronel do 1º Regimento da "Tower Hamlets Militia" em 1797. Contudo, em outubro de 1813 foi levado à corte marcial por disciplina "vexatória e frívola" de um oficial subalterno e foi demitido de seu comando em janeiro de 1814.
Seu neto, Mark Hanbury Beaufoy, foi um fabricante de vinagre e político inglês. A firma familiar é atualmente denominada British Vinegars Limited.